# ラハフ・ムハンマド
ラハフ・ムハンマド (Rahaf Mohammed)、旧名ラハフ・ムハンマド・ムトラク・アル＝クヌーン（Rahaf Mohammed Mutlaq al-Qunun、アラビア語: رهف محمد مطلق القنون、
2000年3月11日 - ）は、2019年1月5日にクウェートからオーストラリアへ向かい途中に乗り継ぎで立ち寄ったバンコクの空港でタイ王国当局に拘束された、サウジアラビアの女性。彼女は、家族によって虐待され、殺すと脅されたとして、家族のもとを逃れ、オーストラリアにアジールを求めようとしていた。当初タイ当局は、彼女をクウェートへ強制送還し、そこからサウジアラビアへ本国送還することを計画したが、彼女がソーシャルメディア・サービスであるTwitterで状況を訴えて世界中から相当の注目を集めたため、この計画は放棄され、彼女は国際連合人権委員会の保護下に移されて、難民としての地位を認定された。1月11日、彼女はカナダからアジール権を認められ、翌日1月12日トロントに到着した。

## サウジアラビアでの生活
ラハフ・ムハンマド・アル＝クヌーンは、2000年3月11日に生まれた。父は、ハーイル州スライミー町の町長である。兄弟は彼女のほかに9人いる。
彼女によれば、家族は彼女に教育の機会を与えず、何か月も監禁するなど、身体的にも精神的にも虐待を加えたといい、ある時には彼女が髪を切っただけで6か月間も監禁したという。また、彼女を強制結婚させようとして、イスラム教に従わない者は殺すと脅したという。シャリーアに基づくサウジアラビアの法制において、イスラム教における棄教は死刑に値する罪である。

## 拘留
| 1951年の条約と1967年の議定書に基づいて、私ラハフ・ムハンマドは、信仰と家族による拷問から逃れたために危害を加えられたり殺害されるおそれから私を護ってもらえる国であればどこにでも、正式に難民としての地位の認定を求めます。 Rahaf Mohammed رهف محمد via Twitter @rahaf84427714 （2019年1月6日のツイート） |

ラハフ・ムハンマド・クヌーンは、家族とともに休日をクウェートで過ごしていたときに、家族から離れてタイ王国バンコク行きの飛行機に搭乗した。彼女は、そのまま別の便に乗り継いで、オーストラリアにアジール（保護）を求めようとしていた。観光ビザ (tourist visa) の査証が発行され、オーストラリアへの入国が認められた。彼女がクウェートから失踪した後、家族は行方不明の届け出をしたと報じられている。バンコクのスワンナプーム国際空港に到着した彼女は、サウジアラビア大使館の職員が、身分を明かさないまま彼女を出迎え、タイへの入国査証をとる手助けをするのでパスポートが要ると彼女に告げた。男は彼女のパスポートを持ち去り、戻ってこなかった。ラハフは、空港のトランジットエリア〔入出国ではなく通過とみなされる制限区域〕から出るつもりはなかったので、本来はタイの査証は必要ではなかった。
彼女はタイ当局によってミラクル・トランジット・ホテル (the Miracle Transit Hotel) に拘留され、空港内に留め置かれた。
ラハフは、Twitterにアカウントを設け、一連のツイートを投じ、自分はイスラム教を棄てたと述べ、サウジアラビアに送還されれば、いわゆる「名誉の殺人」によって家族に殺されるかもしれないと訴えた。彼女はまた、ホテルの部屋に立て籠もり、国際連合の代表が会いに来るまで部屋から出ないと述べ、難民としての地位の認定を求め、保護を求める手助けをしてほしいと様々な西洋諸国の大使館員たちに嘆願した。この訴えは、世界的な支持を集め、50万件以上のツイートが「#SaveRahaf」のハッシュタグを用いた。あるツイートで、彼女は自分のパスポートの写真を公開した。オーストラリア放送協会 (ABC) の記者ソフィー・マクニール (Sophie McNeill) は、ラハフを護るために、彼女とともにホテルの部屋に立て籠もった。立て籠もっている間、ラハフは友人を介してのツイートもおこなった。
タイの弁護士たちは、彼女の拘留を解こうと、差止請求の手続きを起こした。この請求は棄却されたが、上訴の動きも出た。タイ王国国家警察庁の入国管理責任者スラチャテ・ハクパーン (Surachate Hakparn) は、タイ当局がサウジアラビアからの強い要請を受けて動いていたことを、後に認めている。
ラハフは、2019年1月7日にクウェート行きの便で強制送還される予定とされていたが、それを免れることができた。その後タイ政府は、彼女を送還しないとする声明を発表した。バンコクにおいてラハフをサウジアラビアへの送還から護るために人権を求めるヨーロッパ在住サウジアラビア人機構が選んだ弁護士フランソワ・ジムレは、彼女の送還を阻止できたのは、ひとえに彼女のツイートのおかげだと評した。ジムレは、ラハフへの国際的な支持の強さを認識したタイ当局は、「ほんの数分で」「完全に」態度を翻した、とも述べた。ラハフは、後のインタビューで、もしサウジアラビアに送還されるようなことになれば自殺しようと決意しており、別れの手紙も書いていたと明かしている。

### タイ政府の当初の説明における矛盾
2019年1月5日時点における評価の中で、ヒューマン・ライツ・ウォッチ・アジア (Human Rights Watch Asia) の副代表フィル・ロバートソン (Phil Robertson) は、「タイ政府は ... （当時）彼女が入国査証を求め、それが拒まれたという話をでっち上げようとしていたが ... 実際には彼女はオーストラリアへの乗り継ぎ便のチケットを持っており、そもそもタイへ入国することは求めていなかった」と指摘していた。2日後の1月7日、国際的な圧力の中で、この件について入国管理を監督する立場にあるスラチャテ・ハクパーン将軍がラハフと並んで歩きながら、「我々は、誰であれ死が待つところに送ったりはしない。そんなことはしない。法に従って、人権を尊重する。」と話す姿が目撃された。その後、彼女は国際連合難民高等弁務官事務所 (UNHCR) の管理下に移され、オーストラリアへの有効な入国査証が付された彼女のパスポートが彼女のもとに戻され、長期的なアジールの地位を確立するための正式な手続きが始まった。

### 国連の関与
1月7日、国際連合難民高等弁務官事務所は声明を出して、以下のように述べた。
The Thai authorities have granted UNHCR access to Saudi national, Rahaf Mohammed Al-qunun, at Bangkok airport to assess her need for international refugee protection... For reasons of confidentiality and protection, we will not be in a position to comment on the details of the meeting.

タイ当局は、UNHCRに対し、サウジアラビア国籍のラハフ・ムハンマド・アル＝クヌーンとバンコクの空港で接見し、彼女が求めている難民としての国際的な保護の妥当性を評価することを認めた...。秘密保持と身柄の保全のため、面会の詳細についてコメントを控える。
その後、ラハフはUNHCRの保護の下で空港を離れ、UNHCRは彼女に難民の地位を与えるとともに、オーストラリア政府に対してアジールを与えることを検討するよう要請した。オーストラリアの内務大臣ピーター・ダットンは、ラジオのインタビューで記者たちに答えて、ラハフはタイ国内で安全に過ごしているようだと述べた。彼女の身の安全についての懸念が広がる中、オーストラリア側の手続きの時間的な見通しが立たないことを受け、UNHCRは、この件の引き受けをカナダに照会し、数時間後には申請が処理された。

## カナダにおけるアジール
1月11日から12日にかけて、ラハフは、ソウルを経由してトロントまで移動し、カナダからアジールを与えられ、第三国定住難民となった。UNHCRは、この件に「優先すべき「緊急」扱いで (on a fast-track 'emergency' basis)」対処した。トロント・ピアソン国際空港では、カナダの外務大臣クリスティア・フリーランドが彼女を出迎えた。
カナダ入国後に記者会見を開いたラハフは、男性後見人がサウジアラビアの女性の自由を奪っている状況を批判し、すべての女性の自由のために闘うことを表明した。

## 反応
ラハフ・ムハンマド・クヌーンの家族は、彼女を勘当するとした声明を発表した。
We are the family of Mohammed al-Qunun in Saudi Arabia. We disavow the so-called 'Rahaf al-Qunun' the mentally unstable daughter who has displayed insulting and disgraceful behavior.

私たちは、サウジアラビアのムハンマド・アル＝クヌーン家です。私たちは侮蔑的で不名誉な振る舞いをした、精神的に不安定な娘、いわゆる「ラハフ・アル＝クヌーン」を否認します。
家族から一族の一員として否認されたことを知ったムハンマドは、自分の名から「アル＝クヌーン」を除くことを決め、「ラハフ・ムハンマド」と名乗ることとした。
バンコクのサウジアラビア臨時代理大使アブドゥッラー・シュアイビー (Abdullah al-Shuaibi) は、タイの入国管理当局との会見において次のように述べたと伝えられる
When [Rahaf] first arrived in Thailand, she opened a new [Twitter account] and the followers reached about 45,000 within one day... I wish you had taken her phone, it would have been better than [taking] her passport

（ラハフが）最初にタイに到着した際、彼女は新たに（ツイッターのアカウントを）開設し、フォローする者は一日で45,000人ほどになった ... 電話を取り上げてさえいてくれれば、その方がパスポート（を取り上げる）よりずっと良かったのに
ラハフ・ムハンマドの一件は、ディナー・アリー・スルームや、ハキーム・アライビーの事例と比較された。ロイターの記者スティーヴン・カリン (Stephen Kalin) は、ラハフの事例がサウジアラビアにおける反男性保護者制度運動の新たな段階を開く契機となると述べている。
サウジアラビア政府は、この件について特段のコメントはしていないが、同国の国立人権協会の責任者は「サウジの一部の不良女性が家族の価値観に反抗するのを、一部の国が扇動しているのは驚きだ」と発言したとされる。